# 24 tháng 9
Ngày 24 tháng 9 là ngày thứ 267 (268 trong năm nhuận) trong lịch Gregory. Còn 98 ngày trong năm.

## Sự kiện
- 1841 – Quốc vương Brunei nhượng lại Sarawak cho nhà thám hiểm người Anh James Brooke.
- 1853 – Đô đốc Despointes chính thức nắm quyền chiếm hữu Nouvelle-Calédonie nhân danh Đế chế Pháp.
- 1877 – Chiến tranh Tây Nam: Lục quân đế quốc của Nhật Bản giành được thắng lợi quyết định trước phiến quân Satsuma trong trận Shiroyama.
- 1903 – Alfred Deakin trở thành Thủ tướng thứ hai của Úc, sau khi Edmund Barton từ chức để tham gia vào Tối cao Pháp viện Úc.
- 1946 – Cathay Pacific được thành lập tại Hồng Kông, hiện là một trong những hãng hàng không lớn nhất thế giới.
- 1948 – Công ty Motor Honda được thành lập tại Tokyo, Nhật Bản.
- 1957 – Camp Nou được khánh thành tại Barcelona, Tây Ban Nha, đây là sân vận động lớn nhất tại châu Âu.
- 1993 – Chế độ quân chủ được phục hồi tại Campuchia khi Hiến pháp mới có hiệu lực, Norodom Sihanouk lần thứ hai trở thành quốc vương.
- 1997 – Trần Đức Lương bắt đầu đảm nhiệm chức vụ Chủ tịch nước Việt Nam.
- 2015 – Một vụ giẫm đạp trong lễ hành hương Hajj tại Mecca, Ả Rập Saudi, khiến cho ít nhất 2.200 người thiệt mạng và làm bị thương hơn 900 người khác.

## Sinh
- 15 – Vitellius, hoàng đế La Mã (m. 69)
- 1301 – Ralph Stafford, Bá tước thứ nhất của Stafford, lính Anh (m. 1372)
- 1501 – Gerolamo Cardano, nhà toán học Ý (m. 1576)
- 1534 – Guru Ram Das, Sikh Guru thứ tư (m. 1581)
- 1564 – William Adams, nhà hàng hải và samurai người Anh (m. 1620)
- 1583 – Albrecht von Wallenstein, tướng Áo (m. 1634)
- 1625 – Johan de Witt, nhà chính trị Hà Lan (m. 1672)
- 1705 – Leopold Josef Graf Daun, đại nguyên soái Áo (m. 1766)
- 1717 – Horace Walpole, người viết tiểu thuyết và nhà chính trị Anh (m. 1797)
- 1724 – Arthur Guinness, người ủ rượu bia Ireland (m. 1803)
- 1859 – Nguyễn Phúc Miên Thủ, tước phong Hàm Thuận công, hoàng tử con vua Minh Mạng (m. 1859)
- 1905 – Howard Hughes (m. 1976)
- 1920 – Trần Văn Chơn, Thiếu tướng, Đề đốc Hải Quân Quân lực Việt Nam Cộng hòa (m. 2019)
- 1947 – Phượng Vũ, ca sĩ, nhạc sĩ người Việt Nam (m. 2021)
- 1961 – Fiona Corke, diễn viên Australia
- 1980 – John Arne Riise tên đầy đủ là John Arne Semundseth Riise là một cựu cầu thủ bóng đá người Na Uy chơi ở vị trí hậu vệ cánh trái.
- 1992 - Đình Tú, diễn viên người Việt Nam
- 2002 - Kim Ga-eul, thành viên nhóm IVE